# Karl Woisetschläger
Karl Woisetschläger (* 19. März 1954 in Kirchdorf an der Krems, Oberösterreich) ist ein österreichischer Journalist, der zwischen 1989 und 2019 die Beilage Spectrum der Tageszeitung Die Presse in Wien leitete.

## Leben
Woisetschläger studierte Germanistik und Publizistik und wurde an der Universität Wien zum Doktor der Philosophie promoviert. Er trat 1984 in die Redaktion der österreichischen Tageszeitung „Die Presse“ ein. Seit 1989 leitet er deren Beilage „Spectrum“. Er publizierte unter anderem zu Thomas Bernhard, Wolfgang Koeppen, Brigitte Schwaiger, Josef Winkler. Ferner befasste er sich mit Buch- und Zeitungswesen, auch mit Fälschung (in Theorie wie Praxis), Parodie und Pastiche. Seine gebrauchsparodistische Thomas-Bernhard-Fälschung „Einkehr in einem Pinzgauer Dorfgasthof“ erschien in der „Zeit“.

## Publikationen
- Die Rezeption neuer Erzählliteratur in der Neuen Freien Presse und der Frankfurter Zeitung: 1918–1933. Phil. Dissertation. Universität Wien, 1991.

### Beiträge
- Der doppelte Herr Bernhard. Eine Fälschung, eine sommerliche Korrespondenz und ein doppelgängerisches Happy-End. In: Die Zeit. 31. August 1979.
- Ausgeklopft, paniert und gebraten. Der wahre und der falsche Thomas Bernhard. In: Die Zeit. 26. Oktober 1979. Auch in: Thomas Bernhard. Werke 22: Journalistisches, Reden, Interviews. Suhrkamp Verlag, Berlin 2015, ISBN 978-3-518-41522-1.
- Eigenwillige Brechungen. Über Siegfried Kracauer. In: Neue Zürcher Zeitung. Fernausgabe. 11. April 1981.
- Massenkultur als Gegenstand empirischer Arbeit. In: Frankfurter Hefte. 37. Jg., Heft 2, Februar 1982.
- Von Grubenhunden und aufgebundenen Bären im Blätterwald. In: Die Zeit. 16. Juli 1982.
- Josef Winkler: Der Ackermann aus Kärnten. In: Literatur und Kritik. Heft 167/168, September/Oktober 1982.
- Thomas Bernhard – eine Erbschaft. Nachfragen in Gmunden, Obernathal, Weinberg. In: Die Presse/Spectrum. 24. Juni 1989. Auch in: Sepp Dreissinger (Hrsg.): Thomas Bernhard. Portraits. (Bibliothek der Provinz). Weitra 1991, ISBN 3-900878-63-3, S. 312–319.
- Ich kaufte mir eine Pistole. Wolfgang Koeppen wird 85 – Ein Gespräch mit dem Dichter in seiner Wohnung in München. In: Die Presse/Spectrum. 22. Juni 1991. Auch in: Wolfgang Koeppen: Einer der schreibt. Gespräche und Interviews. Hrsg. von Hans-Ulrich Treichel. Suhrkamp Verlag, Frankfurt am Main 1995, ISBN 3-518-38950-5, S. 241–251.
- Es lebe die Blamage! „Die Presse“ – Studien zu einem Sittenbild. In: Ein Stück Österreich. 150 Jahre „Die Presse“. Holzhausen Verlag, Wien 1998, ISBN 3-900518-83-1, S. 282–287.
- Neuer Literaturkanon. Die meistgestohlenen Bücher. In: Die Presse/Schaufenster. 5. Juli 2002.
- Die elf Gebote. Ist es angekommen? Und wird es angenommen? Das unverlangt eingereichte Manuskript – eine Handreichung. In: Die Presse/Sonderbeilage zum Relaunch. 27. Februar 2003.
- Schwarze Sternschnuppe. Josef Winklers „Wortschatz der Nacht“: Befragung des Autors. In: Die Presse/Spectrum. 26. Jänner 2013.

## Auszeichnungen
- 2008: Berufstitel Professor[4]
- 2008: Preis der Stadt Wien für Publizistik